# Spectrométrie de masse à plasma à couplage inductif

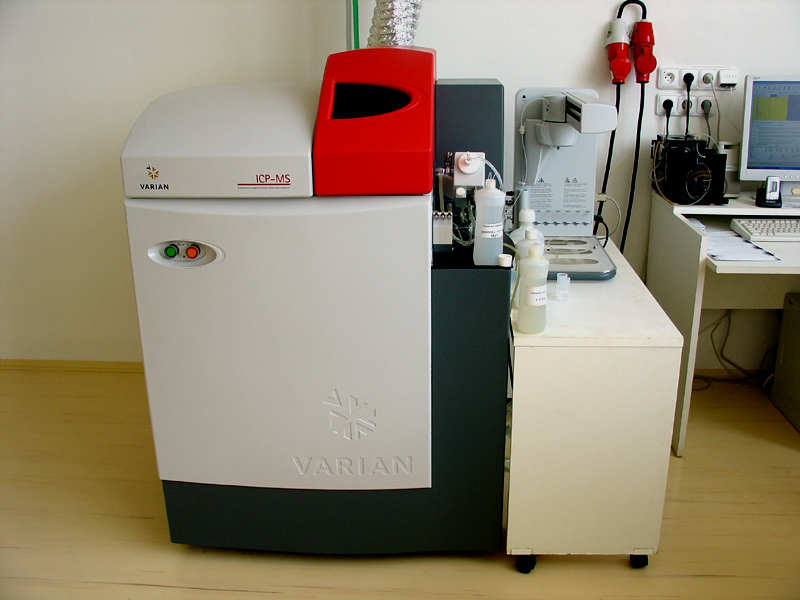
Un spectromètre Varian pour ICP-MS

La spectrométrie de masse à plasma à couplage inductif, ou ICP-MS (en anglais : Inductively Coupled Plasma Mass Spectrometry), est un type de spectrométrie de masse capable de détecter les métaux et plusieurs non-métaux à des concentrations très faibles, pouvant aller jusqu'à une partie par billiard ({\displaystyle {\frac {1}{10^{15}}}}) lorsque le bruit de fond isotopique est assez faible ou interfère peu. Cette analyse est effectuée en ionisant l'échantillon au moyen d'une torche à plasma, puis en analysant le plasma résultant par spectrométrie de masse pour séparer et quantifier ces ions.
Comparée à la spectrométrie d'absorption atomique, l'ICP-MS est plus rapide, plus précise et plus sensible. Néanmoins, elle est plus susceptible que d'autres spectrométries de masse (TIMS ou GD-MS) d'introduire des sources d'interférences à l'analyse : argon du plasma, gaz de l'air qui peuvent fuir à travers les orifices coniques, et contaminations par la verrerie ou les cônes.
En raison de possibles applications en technologies nucléaires, le matériel permettant l'analyse par ICP-MS est souvent soumis à des règles spécifiques à l'import et l'export.

## Composants

### Torche à plasma
Une torche à plasma par induction, telle qu'utilisée pour l'ICP-MS, ionise un gaz en le chauffant par induction à l'aide d'une bobine électromagnétique. Le plasma résultant comporte une proportion suffisante d'ions et d'électrons pour être conducteur. Même un gaz très partiellement ionisé (à peine 1 %) peut avoir les caractéristiques d'un plasma (par sa réponse aux champs magnétiques et sa conductivité électrique élevée). Les plasmas utilisés en spectroscopie sont globalement neutres, avec chaque charge positive portée par un ion compensée par un électron libre. Dans ces plasmas, les ions positifs sont presque tous porteurs d'une charge simple, et il n'y a que peu d'anions, si bien que les nombres d'ions et d'électrons par unité de volume de plasma sont à peu près égaux.

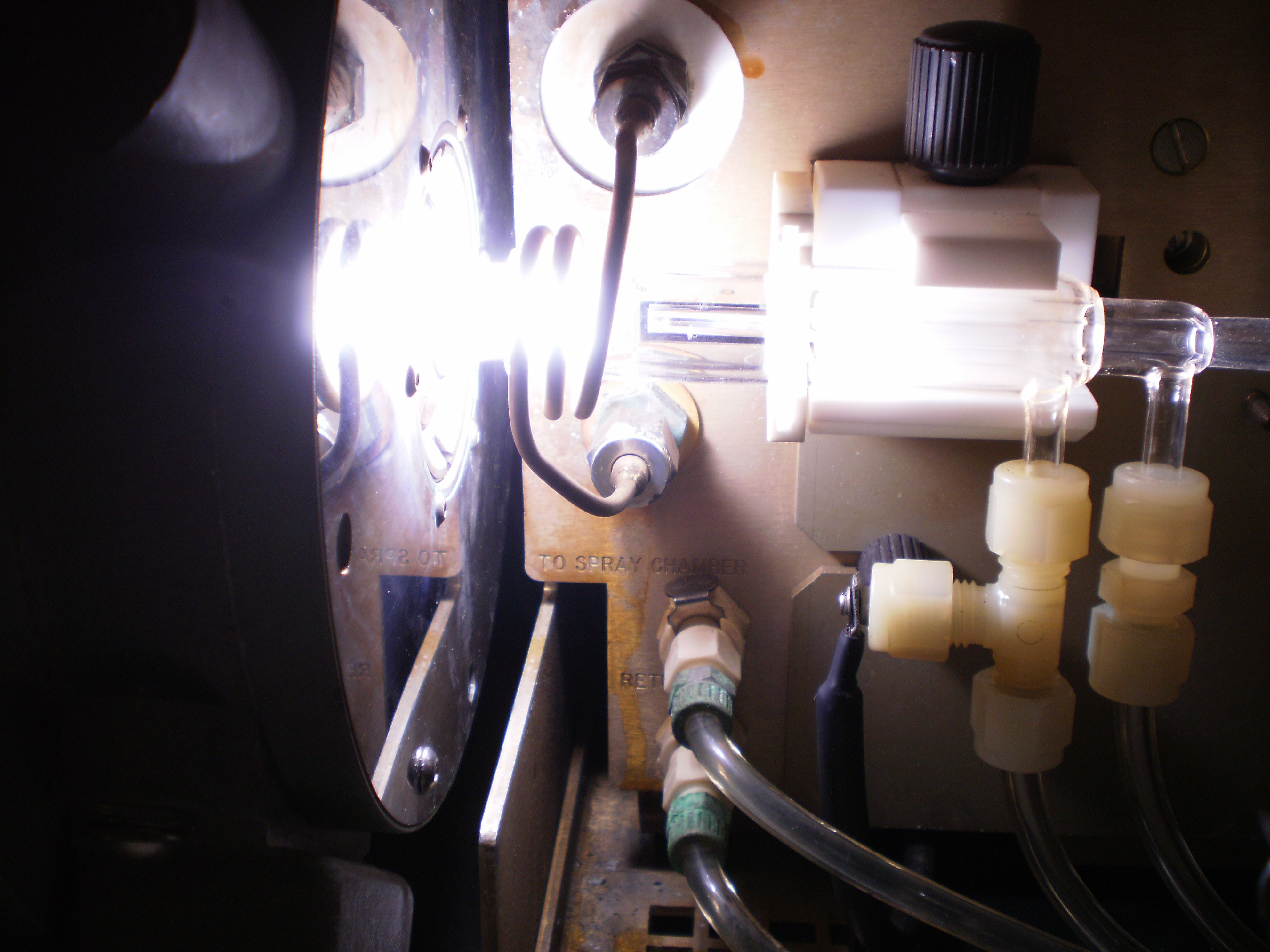
Une torche à plasma pour ICP-MS

Un plasma inductif (ICP) pour la spectrométrie est maintenu par une torche qui consiste en trois tubes concentriques, généralement faits de quartz (parfois l'injecteur est fait de saphir, en cas d'utilisation d'acide fluorhydrique - qui dissoudrait le quartz). L'extrémité de cette torche est située à l'intérieur d'une bobine d'induction alimentée par un courant en haute fréquence (généralement 27,12 MHz). Un flux de gaz (presque toujours de l'argon, à un débit de l'ordre de 15 L/min) est introduit entre les deux tubes extérieurs de la torche et une étincelle génère les premiers électrons libres dans le flux de gaz. Ces électrons sont accélérés par le champ magnétique variable de la bobine d'induction ; leurs oscillations les font entrer en collision avec des atomes d'argon et génèrent d'autres électrons libres et des ions argon. Ce processus continue jusqu'à ce que le taux de génération des électrons libres soit égal au taux de recombinaison des électrons avec les ions argon. La « flamme » résultante est constituée essentiellement d'atomes d'argon, avec une faible fraction d'ions argons et d'électrons libres. La température du plasma est très haute, de l'ordre de 10 000 K. Le plasma produit également de la lumière UV, et ne doit pas être regardé directement pour des raisons de sécurité.
L'ICP est contenu dans la torche en quartz en raison du flux de gaz entre les deux tubes externes, qui maintient le plasma à l'écart des parois de la torche. Un deuxième flux d'argon (environ 1 L/min) est généralement introduit entre le tube central et le tube intermédiaire pour garder le plasma à l'écart de l'extrémité du tube central. Un troisième flux de gaz (à nouveau, environ 1 L/min) est introduit dans le tube central de la torche. Ce gaz traverse le centre de l'ICP, où il forme un passage plus froid que le plasma environnant, mais encore bien plus chaud qu'une flamme chimique. Les échantillons à analyser sont introduits dans ce passage central, généralement sous forme d'un brouillard généré par le passage de l'échantillon liquide dans un nébuliseur.
Pour maximiser la température du plasma (et donc l'efficacité de l'ionisation) et sa stabilité, l'échantillon doit être introduit dans le tube central avec aussi peu de liquide (solvant) que possible, et avec des gouttes de tailles homogènes. On peut utiliser un nébuliseur pour les échantillons liquides, suivi d'une chambre à pulvérisation pour retirer les gouttes les plus grosses, ou un nébuliseur désolvatant pour évaporer l'essentiel du solvant avant qu'il n'atteigne la torche. Des échantillons solides peuvent également être introduits, en utilisant l'ablation laser pour les pulvériser. L'échantillon entre dans le passage au centre de l'ICP, s'évapore, les molécules se décomposent, puis les atomes constituants s'ionisent. Aux températures atteintes dans le plasma, une proportion significative des atomes de la plupart des éléments chimiques sont ionisés, chaque atome perdant son électron le plus accessible pour former un cation porteur d'une charge unique. La température du plasma est choisie de manière à maximiser l'ionisation des éléments ayant une énergie de première ionisation élevée, tout en minimisant la seconde ionisation (double charge) pour les éléments qui ont une énergie de deuxième ionisation assez faible.

### Spectromètre de masse
Pour le couplage en spectrométrie de masse, les ions du plasma sont extraits à travers une série de cônes vers le spectromètre, généralement un analyseur quadripolaire. Les ions sont séparés en fonction de leur rapport masse sur charge (m/z) et un détecteur reçoit un signal proportionnel à la concentration en ions.
La concentration d'un échantillon peut être déterminée par étalonnage à l'aide de matériaux de référence certifiés, tels que des étalons à un ou plusieurs éléments. L'ICP-MS se prête également à la détermination quantitative par dilution isotopique, une méthode à point unique fondée sur un étalon enrichi en isotope.
Parmi les autres analyseurs de masse que l'on peut trouver couplés à des ICP, on trouve les systèmes à secteurs magnéto-électrostatiques doublement focaux avec collecteur simple ou multiple, ainsi que les systèmes TOF (Time Of Flight) - des spectromètres de masse par analyse du temps de vol. Il existe de tels accélérateurs avec géométrie axiale ou orthogonale.

## Analyse de particules individuelles par ICP-MS
La SP-ICP-MS (Single Particle-Induced Coupled Plasma-Mass Spectroscopy) est utilisée dans plusieurs domaines où il y a possibilité de retrouver des NPs : on l’utilise pour la détection et la quantification des nanoparticules (NP) dans des échantillons environnementaux, pour évaluer leur migration dans un matériau, pour évaluer la grosseur des nanoparticules ainsi que leur distribution dans un milieu donné et aussi pour déterminer leur stabilité dans un milieu donné. 
La spectroscopie de masse de plasma à couplage inductif de particules individuelles (SP ICP-MS) a été conçue pour toute suspension de particules en 2000 par Claude Degueldre. Il a d'abord testé cette nouvelle méthodologie à l'Institut Forel de l'Université de Genève et a présenté cette nouvelle approche analytique au symposium ‘Colloid 2oo2’ lors de la réunion de printemps 2002 de l'EMRS, puis dans un article publié en 2003 . Cette étude présente la théorie de la SP ICP-MS et les résultats de tests menés sur des particules d’argile (montmorillonite) ainsi que d’autres suspensions de colloïdes.  Cette méthode a ensuite été testée sur des nanoparticules de dioxyde de thorium par Degueldre & Favarger (2004), de dioxyde de zirconium par Degueldre et al (2004) et de nanoparticules d'or qui sont utilisées comme substrat en nano-pharmacie, et publiée ultérieurement par Degueldre et al (2006). Par la suite l’étude de l'analyse de nano- et micro-particules de dioxyde d’uranium a donné lieu à une publication détaillée, Ref. Degueldre et al (2006).
Le nombre d’applications pour la SP ICP-MS est grandissant puisque le domaine des nanomatériaux est en constante évolution. Par contre, ils sont méconnus pour la plupart, et nécessitent une caractérisation physico-chimique. La SP ICP-MS est une option viable étant donné qu’elle offre une limite de détection très basse, permettant la détection de particules de l’ordre du ng/L, d’une masse de l’ordre d’une dizaine d’attogrammes et d’une grosseur de 2 nm jusqu’à 200 nm dépendamment de la nature des particules. On observe par contre une déviation de la linéarité au-delà de certaines valeurs. Les spectrogrammes obtenus lors de l’analyse sont très riches en information et permettent de déterminer la taille d’une particule, la concentration massique, la densité de particule, la composition élémentaire ainsi que son degré de dissolution.
L’ICP-MS est une méthode qui consiste à créer un champ électromagnétique à très grande intensité par des radiofréquences autour de la torche, puis d’envoyer un gaz (souvent l’argon), qui sera par la suite ionisé par la création d’un arc électrique avec une bobine de Tesla et formera le plasma. La température atteinte par le plasma est typiquement entre 6 000 K et 8 000 K. Par la suite, l’échantillon mis dans un solvant (organique ou aqueux) est pompé dans le nébuliseur, puis introduit dans le plasma sous forme de fines gouttelettes. L’échantillon entre immédiatement en collision avec les électrons et les ions formés dans le plasma et il est ionisé. Les ions sont ensuite dirigés dans un analyseur de masse (spectromètre de masse) par des lentilles et filtrés par leur ratio m/z dans un quadrupole. À la sortie, les ions frappent une dynode du multiplicateur d’électron, qui sert de détecteur. Les ions qui frappent la dynode engendrent l’éjection d’électrons et leur multiplication, amplifiant le signal qui sera mesuré.

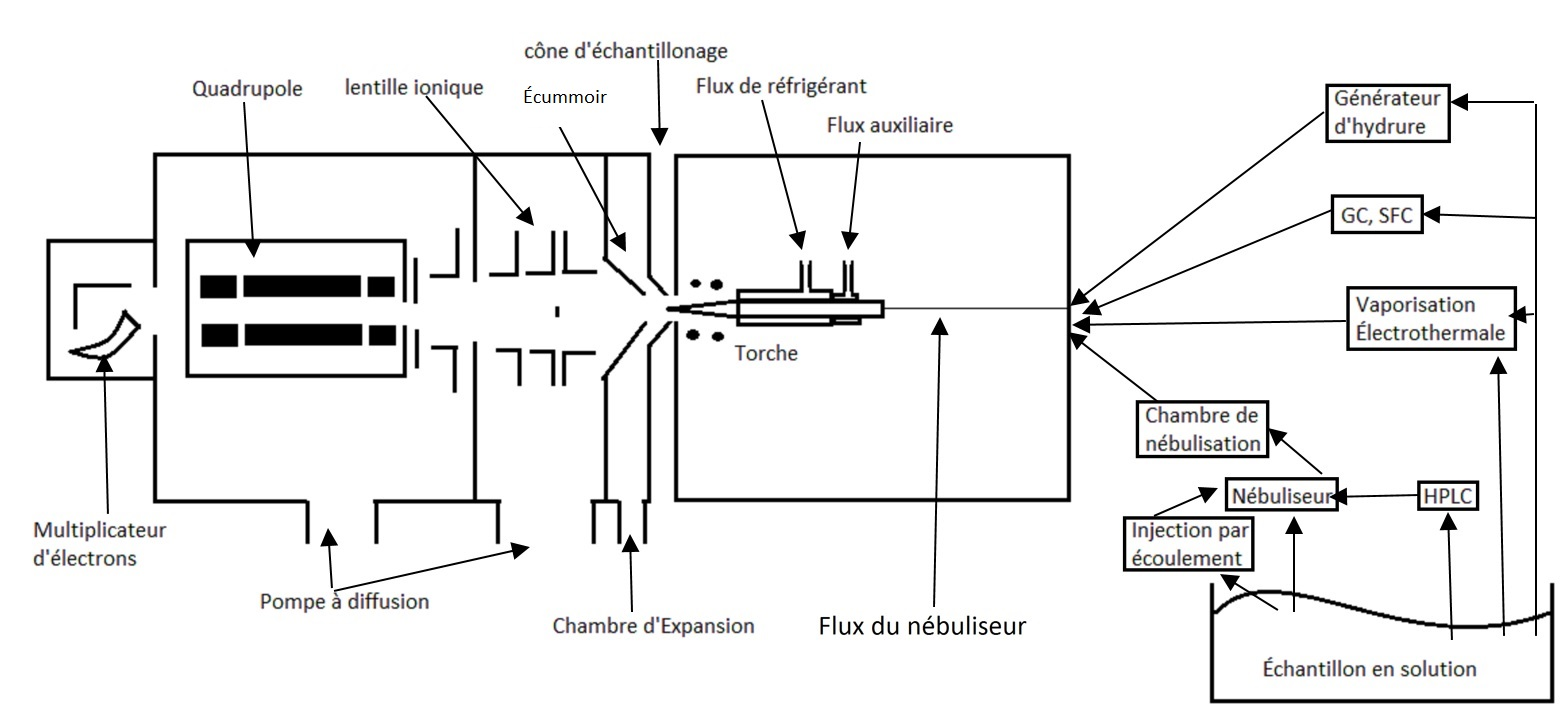
Schéma d'un ICP-MS

L’analyse d’une simple particule par la spectrométrie à torche au plasma couplé à un spectromètre de masse (SP ICP-MS) est une technique instrumentale permettant de caractériser et de quantifier les nanoparticules (NP). Elle utilise un fonctionnement similaire ainsi que le même appareillage que la spectrométrie à torche au plasma conventionnelle. La différence est qu’elle est utilisée en mode « temps résolu » avec des solutions très diluées. Cela implique une acquisition rapide et non continue du signal afin de pouvoir isoler le signal d’une seule nanoparticule en solution. En assumant que chacune des acquisitions contiennent le signal d’une seule NP, alors la fréquence d’impulsion est directement reliée à la densité de NPs et l’intensité des impulsions est proportionnelle à la masse de l’élément ou du nombre d’atomes dans la NP. Afin de s’assurer qu’une seule NP soit détectée à chaque impulsion, il est nécessaire d’optimiser le flux de l’échantillon ainsi que le temps d’acquisition de chacune des impulsions. 
La détermination de la densité de NPs dans une solution est proportionnelle à la fréquence d’acquisition d’un signal émis par une NP alors que l’intensité du signal engendré par la détection d’une NP est proportionnelle à la masse de la NP ou à la racine cubique du diamètre pour une NP solide, sphérique et de composition chimique pure, ce qui permet de déterminer la masse par NP et la taille de la distribution respectivement. Les équations décrivant les relations permettant d’obtenir ces valeurs sont décrites dans une publication du professeur Francisco Laborda.
En premier lieu, l’échantillon est nébulisé, puis transformé en aérosol polydispersé (la taille des gouttelettes n’est pas homogène). L’aérosol est dirigé vers le plasma, où le solvant est évaporé, puis les analytes vaporisés et ionisés. Les ions sont ensuite séparés des molécules non ionisées à l’aide d’une lentille ionique et envoyé dans le spectromètre de masse pour être analysé selon leur rapport masse sur charge. Les solutés qui sont solubles sont répartis de façon homogène dans une solution et ce, indépendamment de la concentration. Par contre, pour les nanoparticules, la dispersion n’est pas homogène; les particules sont réparties de façon discrète. Avec une solution suffisamment diluée, il est possible d’ioniser une seule particule à la fois. Il en résulte un signal transitoire d’environ 0,5 ms qu’il est possible d’isoler par la méthode de « temps résolu » à une fréquence élevée. Cette méthode permet de pulser l’acquisition, ce qui engendre un signal discontinu. À des fréquences supérieures à 10 kHz, on peut obtenir le signal de chacune des particules et ainsi, caractériser les nanoparticules. Par contre, les instruments actuellement disponibles sur le marché ne permettent pas d’obtenir ces fréquences. On cherche donc à diminuer le temps de paramétrage et augmenter le temps d’analyse (dwell time ou integration time). On procède alors à une analyse de quelques secondes à quelques minutes avec des temps d’acquisition de l’ordre des millisecondes pour recueillir assez d’information afin d’effectuer un traitement statistique des données pour caractériser l’échantillon. Chaque signal recueilli correspond à une nanoparticule en respectant l’hypothèse de départ. La précision sur les valeurs obtenues pour les caractéristiques physico-chimiques est très dépendante de l’efficacité de l’appareil, et surtout du nébuliseur. Augmenter l’efficacité du nébuliseur engendre une diminution de la limite de détection des masses ainsi qu’une augmentation de la limite supérieure, donc du domaine de linéarité. La limite de détection pour la densité de particule peut aussi être améliorée par l’augmentation de l’efficacité du nébuliseur. En pratique, des limites de détection de 106 L−1 sont rapportées avec les appareils actuels. Comme la quantité de NPs est indépendante de la nature des NPs, on utilise des étalons de diamètre moyen et de masse moyenne connus (par exemple, NIST RM 8013) pour créer une courbe de calibration. Il est aussi possible de travailler sans l’usage d’étalons en faisant la somme des intensités des signaux enregistrés ou en faisant l’intégrale de l’histogramme de l’intensité de chacune des impulsions.
La masse et la taille des particules peuvent aussi être déterminées à l’aide d’un étalonnage externe utilisant des étalons de masse et de taille connue dont la composition est la même que l’analyte. Le diamètre des particules peut être trouvé en faisant la racine cubique du volume des particules, qu’il est possible de déterminer à l’aide de la concentration massique. Une façon d’abaisser la limite de détection de la taille des particules est d’augmenter l’efficacité du détecteur utilisé. 
La SP ICP-MS devrait être utilisée en conjugaison avec d’autres méthodes analytiques comme la spectroscopie électronique en transmission, à des techniques de séparations qui permettent de séparer les particules en fonction de leur diamètre hydrodynamique comme le fractionnement d’écoulement de champs ou encore la chromatographie hydrodynamique. Le couplage de ces deux dernières techniques à la SP ICP-MS permettrait d’obtenir une sélectivité que la ICP-MS seule ne peut avoir.